# Susanna Kubelka

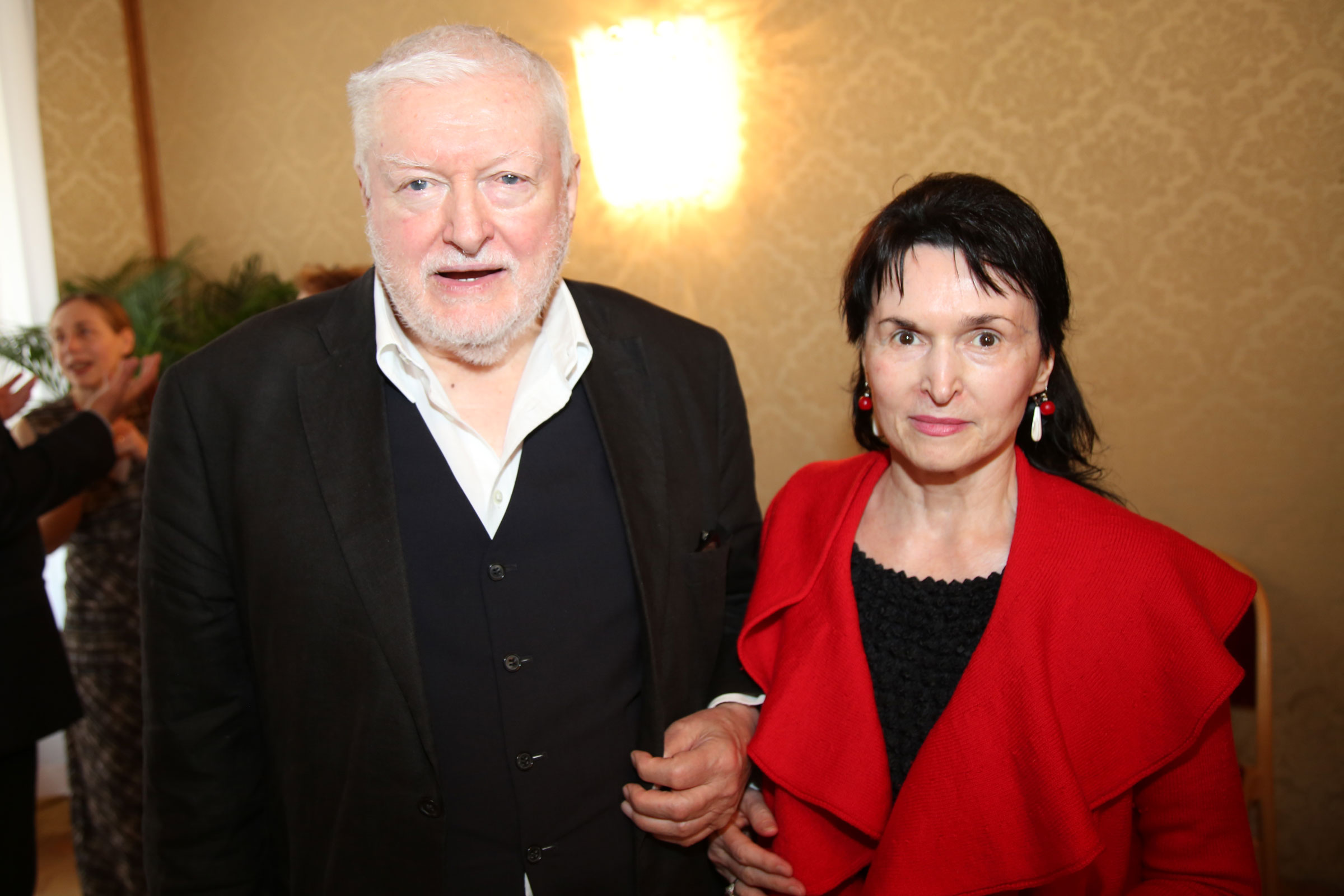
Spisovatelka Susanna Kubelka se svým bratrem – filmařem (rok 2015)

Susanna Kubelka von Hermanitz (20. září 1942 Linec – 5. či 6. května 2024 Vídeň) byla německy píšící spisovatelka žijící střídavě v Paříži a Vídni.

## Studium
Po maturitě krátce pracovala na základní škole jako učitelka. V roce 1977 ukončila studium na vídeňské vysoké škole obhájením závěrečné práce: „Románová hrdinka 18. století – měnící se ideál. Studie románových hrdinek od Aphra Behnové po Jane Austenovou“. Tím získala titul doktorky filosofie.

## Kariéra
Poté pracovala jako novinářka například pro vídeňské noviny Die Presse. Čtyři roky žila a psala v Austrálii a Anglii. První kniha Endlich über vierzig: Der reifen Frau gehört die Welt (konečně přes čtyřicet) jí vyšla v roce 1980, ale nejúspěšnějším se stal román Ophelia lernt schwimmen z roku 1987 (Ofélie se učí plavat). Nejrozsáhlejší román Das gesprengte Mieder je z roku 2000. Její knihy byly přeloženy do 29 jazyků, jsou vydávány v německém nakladatelství Verlagsgruppe Lübbe, ve francouzském nakladatelství Editions Belfond, v USA jsou vydávány nakladatelstvím MacMillan Publishing Company.
Susanna Kubelka byla rozvedená. Byla sestrou rakouského experimentálního filmaře Petera Kubelky.

## V českém jazyce vyšlo
- Konečně přes čtyřicet: Zralé ženě patří svět. Praha, Motto, 1992, ISBN 80-901338-0-0
- Začínám znovu. Motto 1992, ISBN 80-901338-1-9
- Madame dnes přijde později. Knižní klub, 1995, ISBN 80-7176-110-9
- Hrad mám, hledám prince. Ikar, 1995, ISBN 80-85944-21-9
- V rytmu valčíku. Knižní klub, 1999, ISBN 80-7202-477-9
- Roztržená šněrovačka. Ikar, 2000, ISBN 80-7202-666-6
- Druhé jaro Mimi Tulipanové. Ikar, 2006, ISBN 80-249-0750-X
- Adieu, Vídni – Bonjour, Paříži. Ikar, 2014, ISBN 978-80-249-2397-0
- Ofélie se učí plavat. Ikar, 2016, ISBN 978-80-249-2838-8